# Веселін Стоянов
Стоянов Веселін Анастасов (* 7 квітня 1902, м. Шумен, Болгарія. — † 29 червня 1969, м. Софія) — болгарський композитор, піаніст, педагог. Автор симфонічних творів. Засновник товариства професійних композиторів «Съвременна музика» (1933).

## Біографія
Народився в родині Анастаса Стоянова. Зростав у творчій атмосфері, оточений провідними діячами Болгарського відродження, одним із центрів якого тоді було місто Шумен.
Навчався у Державній музичній академії Болгарії та Відні (Австрія), в Академії музики та драматичного мистецтва (1926—1930). Після повернення з Австрії, бере активну участь в організації музичного життя країни, їздить з концертами, пише симфонічні твори. Стає одним із лідерів так званої другої хвилі болгарських композиторів, що писали класичну музику.
1937 починає викладацьку діяльність. Підняв на світовий рівень болгарську музичну теорію. Серед його учнів Тодор Попов, Димитр Петков, Стефан Ременков, Александр Текелієв, Іван Маринов — класики болгарської класичної музики.
Як і більшість болгарських композиторів, обережно поставився до російської окупації 1944, пізніше пішов на активну співпрацю з комуністичним режимом, отримавши можливість творити і розвивати симфонічну музику Болгарії.

## Твори
- Три концерти для роялю та оркестру, концерт для скрипки та оркестру, концерт для віолончелі та оркестру;
- Дві симфонії, гротескна симфонічна сюїта «Бай Ґаньо» (1941), «Святкова увертюра» (1959), Симфонічна поема «Кривава пісня»;
- Рапсодія для симфонічного оркестру;
- Опери «Жіноче царство» (1935), «Саламбо» (1940), «Хитрий Петар»;
- Оперети «Абдал Фирус» (1936, Софія), «У палацах халіфа» (1940, Софія), «Грішниця з Багдаду» (1935, Софія), «Гарем без султана» (1941, Софія);
- Балет «Папеса Іоанна» (1969);
- Кантати «Нехай буде день», «Гарний учень», «Балада про наречену».